# Петропавловская волость (Купянский уезд)
Петропавловская во́лость — историческая административно-территориальная единица Купянского уезда Харьковской губернии с центром в слободе Петропавловка.
По состоянию на 1885 год состояла из 20 поселений, 2 сельских общин. Население — 7899 человек (3902 мужского пола и 3997 — женского), 1315 дворовых хозяйств.
|                       | Площадь, десятин | В том числе пахотной, дес. |
| --------------------- | ---------------- | -------------------------- |
| Сельских общин        | 14978            | 4319                       |
| Частной собственности | 1760             | 408                        |
| Другой собственности  | 139              | 130                        |
| В целом               | 16877            | 4857                       |

### Основные поселения волости[2]
- Петропавловка — бывшая государственная слобода при реке Гнилица в 7 верстах от уездного города, 3077 человек, 517 дворов, православная церковь, школа, 2 лавки, ежегодная ярмарка.
- Заосколье — бывший государственный хутор при реке Оскол, 601 человек, 101 двор.
- Куриловка (Ново-Александровка) — бывшее государственное село при реке Лозовая, 762 человека, 120 дворов, православная церковь.
- Подолы — бывший государственный хутор при озере Лиман, 789 человек, 125 дворов.
- Сеньково — бывший государственный хутор, 655 человек, 110 дворов.

### Храмы волости[3]
- Иоанно-Богословская церковь в селе Новоалександровке (построена в 1872 г.[4])
- Петро-Павловская церковь в слободе Петропавловке (построена в 1864 г.[4])